# Arnold Oldenhave
Arnold(us) Oldenhave (Hengelo (GD), 16 december 1905 – Amsterdam, 5 januari 1997) was een Nederlands kunstschilder die vooral bekend is om zijn (Amsterdamse) stadsgezichten.

## Biografie
Oldenhave volgde lessen bij het Tekeninstituut Piersma, de Avondakademie en de Hendrick de Keyserschool in Amsterdam.
Werk van Oldenhave is opgenomen in de Heno Collection.